# To All the Boys (franquia de filmes)
To All the Boys é uma série de filmes de romance adolescente americanos, baseada na trilogia de romances de mesmo nome escrita por Jenny Han. Estrelado por Lana Condor e Noah Centineo nos papéis principais, a trama gira em torno de Lara Jean Song-Covey (Condor), uma adolescente tímida que escreve cinco cartas—as quais que ela nunca planejou enviar—para garotos pelos quais ela tem uma queda. Os filmes mostram suas experiências depois que as cartas são recebidas pelos jovens.
A série é produzida pela Netflix e lançada exclusivamente por meio de seus serviços de streaming. O primeiro filme, lançado em 2018, foi aclamado pela crítica e se tornou um dos filmes originais mais vistos da empresa. Após seu sucesso, a Netflix rapidamente começou a desenvolver as duas sequências, lançadas em 2020 e 2021, respectivamente, e ambas receberam avaliações positivas dos críticos.

## Origem
O livro To All the Boys I've Loved Before foi publicado em abril de 2014 e passou 40 semanas como o romance para jovens adultos mais vendido do New York Times. Em junho de 2014, os direitos de adaptação do romance para o cinema foram adquiridos pela Overbrook Entertainment, a produtora de propriedade de Will Smith e James Lassiter.
O segundo livro, P.S. I Still Love You, foi lançado em maio de 2015, e passou cinco semanas na Lista de Mais Vendidos do The New York Times, atingindo o pico de vendas em #2 na seção de ficção para jovens adultos. O terceiro livro, Always and Forever, Lara Jean, foi lançado em maio de 2017.

## Filmes
| Filme                                  | Data de lançamento nos EUA | Diretor           | Roteirista (s)                   | Produtor (es)                              |
| -------------------------------------- | -------------------------- | ----------------- | -------------------------------- | ------------------------------------------ |
| To All the Boys I've Loved Before      | 17 de agosto de 2018       | Susan Johnson     | Sofia Alvarez                    | Jordan Levin, Matthew Kaplan e Dougie Cash |
| To All the Boys: P.S. I Still Love You | 12 de fevereiro de 2020    | Michael Fimognari | Sofia Alvarez e J. Mills Goodloe | Matthew Kaplan                             |
| To All the Boys: Always and Forever    | 12 de fevereiro de 2021    | Michael Fimognari | Katie Lovejoy                    | Matthew Kaplan                             |

### To All the Boys I've Loved Before(2018)
Os direitos do filme foram adquiridos em junho de 2014, com Susan Johnson atuando como diretora de um roteiro de Sofia Alvarez. Lana Condor foi escalada para interpretar Lara Jean Song-Covey. Noah Centineo foi escalado para co-estrelar, com o resto dos papéis no filme no mês seguinte. A produção ocorreu em Vancouver, Colúmbia Britânica, Canadá, e Portland, Óregon, EUA. As filmagens ocorreram de 5 de julho de 2017 a 4 de agosto de 2017.
To All the Boys I've Loved Before foi lançado exclusivamente na Netflix em 17 de agosto de 2018.

### To All the Boys: P.S. I Still Love You(2020)
Após o sucesso do primeiro filme, Netflix, Paramount Pictures e Awesomeness Films começaram a discutir uma sequência. O filme recebeu sinal verde em dezembro de 2018, com Condor e Centineo contratados para reprisar seus papéis. Em março de 2019, Michael Fimognari, diretor de fotografia do primeiro filme, foi contratado para fazer sua estreia na direção. A diretora do primeiro filme, Susan Johnson, atuará como produtora executiva. Jordan Fisher foi escalado como John Ambrose McClaren, um antigo amor de Lara Jean que se juntou ao projeto, e complicou o relacionamento dos dois personagens principais.
As filmagens aconteceram mais uma vez em Vancouver, Colúmbia Britânica, Canadá e aconteceram de 27 de março de 2019 a 10 de maio de 2019. To All the Boys: P.S. I Still Love You, foi lançado exclusivamente na Netflix em 12 de fevereiro de 2020.

### To All the Boys: Always and Forever(2021)
Em agosto de 2019, um terceiro filme foi anunciado estar em desenvolvimento com a confirmação de que já estava em produção. O longa adapta o terceiro romance da autora, com Fimognari mais uma vez na direção, com roteiro de Katie Lovejoy.
Foi anunciado que a produção começou oficialmente em 15 de julho de 2019, dois meses após o término da produção do segundo filme. To All the Boys: Always and Forever foi lançado exclusivamente na Netflix em 12 de fevereiro de 2021. O filme foi renomeado a partir de seu título provisório, sinônimo do nome do romance.

## Televisão
Em abril de 2021, uma série spin-off com a personagem Kitty Song-Covey, foi anunciada para estar em desenvolvimento como exclusiva da Netflix. Anna Cathcart vai repetir seu papel na série, com uma história centrada em torno de sua busca pelo amor. Jenny Han atua como criadora, escritora, showrunner e produtora executiva. O episódio piloto será coescrito por Han e Siobhan Vivian. A série pretende incluir episódios de comédia romântica de 30 minutos. O projeto será uma produção de parceria conjunta entre a Awesomeness TV, a ACE Entertainment e a Netflix Original Series.

## Elenco principal e personagens
Indicador(es) de lista
Esta seção mostra personagens que aparecerão ou já apareceram em mais de dois filmes da série.
- Uma célula cinza escura vazia indica que o personagem não estava no filme ou que a presença oficial do personagem ainda não foi confirmada.

- C indica um Cameo.
- Y indica uma versão mais jovem do personagem.

| Personagem                      | Filmes                                     | Filmes                                 | Filmes                              |
| Personagem                      | To All the Boys I've Loved Before          | To All the Boys: P.S. I Still Love You | To All the Boys: Always and Forever |
| ------------------------------- | ------------------------------------------ | -------------------------------------- | ----------------------------------- |
| Lara Jean "LJ" Song-Covey       | Lana Condor Isabelle BeechY                | Lana Condor Momona TamadaY             | Lana Condor                         |
| Peter Kavinsky                  | Noah Centineo Hunter DillonY               | Noah Centineo                          | Noah Centineo                       |
| Genevieve "Gen"                 | Emilija Baranac Rhys FlemingY              | Emilija Baranac                        | Emilija Baranac                     |
| Lucas James                     | Trezzo Mahoro                              | Trezzo Mahoro                          | Trezzo Mahoro                       |
| Katherine "Kitty" Song-Covey    | Anna Cathcart                              | Anna Cathcart                          | Anna Cathcart                       |
| Margot Song-Covey               | Janel Parrish                              | Janel Parrish                          | Janel Parrish                       |
| Dr. Daniel "Dan" Covey          | John Corbett                               | John Corbett                           | John Corbett                        |
| Christine "Chris"               | Madeleine Arthur                           | Madeleine Arthur                       | Madeleine Arthur                    |
| Josh Sanderson                  | Israel Broussard Christian Michael CooperY |                                        |                                     |
| John Ambrose McClaren           | Jordan BurtchettC Pavel PiddockeY          | Jordan Fisher Christian ScottY         |                                     |
| Trina Rothschild                |                                            | Sarayu Blue                            | Sarayu Blue                         |
| Edith "Stormy" McClaren-Sheehan |                                            | Holland Taylor                         | Holland Taylor                      |
| Trevor Pike                     |                                            | Ross Butler                            | Ross Butler                         |

## Detalhes adicionais de produção e equipe
| Filme                                  | Equipe/Detalhes | Equipe/Detalhes   | Equipe/Detalhes                            | Equipe/Detalhes | Equipe/Detalhes | Equipe/Detalhes |
| Filme                                  | Compositor      | Cinematografista  | Editor(es)                                 | Companhias Produtoras | Distribuidora   | Duração         |
| -------------------------------------- | --------------- | ----------------- | ------------------------------------------ | --- | --------------- | --------------- |
| To All the Boys I've Loved Before      | Joe Wong        | Michael Fimognari | Phillip J. Bartell & Joe Klotz             | Netflix Original Films, Awesomeness Films, Overbrook Entertainment, All The Boys Productions                                 | Netflix         | 99 minutos      |
| To All the Boys: P.S. I Still Love You | Joe Wong        | Michael Fimognari | Joe Klotz                                  | Netflix Studios, ACE Entertainment, Awesomeness Films, Overbrook Entertainment, All The Boys Productions, Paramount Pictures | Netflix         | 101 minutos     |
| To All the Boys: Always and Forever    | Joe Wong        | Michael Fimognari | Michelle Harrison, Joe Klotz & Tamara Meem | Netflix Original Films, ACE Entertainment, Awesomeness Films, Overbrook Entertainment, All The Boys Productions              | Netflix         | 109 minutos     |

## Recepção crítica
Para mais detalhes sobre a recepção de cada filme, consulte a seção "Recepção" do artigo de cada filme.
| Filme                                  | Rotten Tomatoes     | Metacritic             |
| -------------------------------------- | ------------------- | ---------------------- |
| To All the Boys I've Loved Before      | 96% (69 avaliações) | 64/100 (12 avaliações) |
| To All the Boys: P.S. I Still Love You | 76% (72 avaliações) | 54/100 (17 avaliações) |
| To All the Boys: Always and Forever    | 78% (69 avaliações) | 65/100 (18 avaliações) |